# Anarcopunk

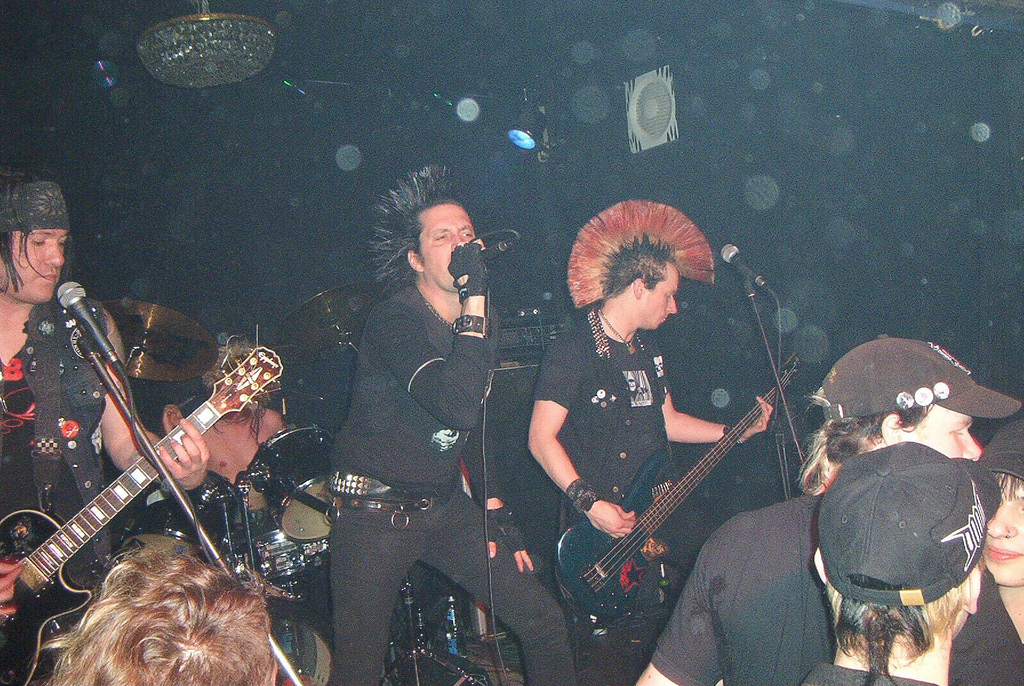

El anarcopunk es una corriente dentro del movimiento punk de orientación anarquista. Surge dentro de las corrientes musicales y estéticas del punk, basadas en el rock y la tolerancia creativa y cultural, pero el anarcopunk reformula el punk, transformando su postura ética con el matiz de una clara posición a favor de las ideas anarquistas.

## Historia
Este movimiento apareció en una época en que países como Reino Unido y EE. UU. estaban sumidos en crisis sociales. Esto se vio reflejado en las letras de canciones. Más tarde en los ambientes de música punk se expandiría la afinidad a corrientes críticas y a ideologías políticas como el anarquismo. El anarcopunk es más un género temático unido a una forma de vida o de trabajo, que un estilo concreto de música.
Una de las primeras bandas de música anarcopunk que se recuerdan son los Crass. Sus letras reivindicativas de denuncia y crítica les diferenció de los punks que principalmente buscaban provocar un contraste estético y de comportamiento en la sociedad. También han sido notables sus intentos por desarrollar formas de producción y distribución de índole cultural y musical lo más independientes posibles para lograr la mayor libertad creativa, como comunas y cooperativas.

Extracto del libro Tienen una bomba, de Crass y Penny Rimbaud:
Cuando la revolución haya sido ganada, cuando la anarquía haya sido finalmente alcanzada, habrá que guardar dos minutos de silencio en memoria de Crass. Y se lo merecen, porque nunca otra banda logró tanta coherencia entre su prédica y sus actos. Derrocharon integridad y fe en la causa y trazaron el camino a todas las bandas anarcopunks.
Muchos anarcopunks apoyan causas como el ecologismo, el feminismo o el pacifismo. Aunque Crass defendía el pacifismo, no todos los anarcopunks lo hacen. Algunos son pacifistas, muchos apoyan la acción directa no violenta, y otros ven la acción directa y la protesta solo como una parte del movimiento, no la más importante.
El anarcopunk se expandió ampliamente entre la escena de música punk hasta el punto en que mucha gente ha llegado a identificar a todo el movimiento punk con las ideas anarquistas que reflejaban Crass en sus letras. Penny Rimbaud, fundador de Crass, ha declarado que no le gusta la etiqueta anarcho-punk: para él, estos grupos son los auténticos representantes del punk (por tanto no necesitarían el prefijo anarco-). El anarcopunk generalmente se desmarca de los grupos de música punk que firman contratos con grandes empresas discográficas o mediáticas, así como de los grupos de estética provocativa que inspiran descripciones confusas del concepto político de anarquía, asociándolo al estereotipo de «caos».
El anarcopunk ha tenido multitud de expresiones en habla hispana. En España, por ejemplo, buena parte de la escena de música alternativa de la década de 1990 estaba representada por bandas de punk-rock que asumían en buena parte el ideario anarquista. Algunos de los ejemplos más representativos podemos dividirlos en dos formas de entender la música anarcopunk. Por un lado, los que fueron o son activamente militantes dentro de alguna organización anarquista como por ejemplo Sin Dios o Puagh. Muchos de estos grupos tratan o han tratado de evitar las distribuidoras oficiales, es decir, los circuitos comerciales de música y se han promocionado dentro del circuito de música alternativa.

## La ética punk del «hazlo tú mismo»
El principio básico del punk se expresa con el eslogan «hazlo tú mismo», queriendo significar libertad creativa y amplia iniciativa. El anarcopunk interpreta esto como la opción de tomar control sobre las maneras de explotación de los propios recursos humanos, culturales y económicos. Por esto es que en el movimiento punk ha creado sus propias corrientes de intercambio a escala humana antes de la aparición de Internet. El grupo Crass en crear el modelo de distribuidora editorial: un sistema de autoproducción musical, literaria, etc., con el fin de crear productos a bajo precio con unos beneficios de subsistencia, y que permita mantener una independencia creativa e ideológica de sus creadores o promotores. El movimiento anarcopunk ha tenido su propia red de fanzines (llamados a veces «zines» para quitar la connotación jerárquica de la palabra «fan») para difundir noticias, ideas y obra gráfica del movimiento. Estos fanzines también suelen seguir el «hazlo tú mismo», produciéndose con fotocopiadoras tiradas reducidas a nivel local, aunque también a veces llegaban a más de miles (como Toxic Graffiti), y distribuyéndose a mano en los conciertos de punk o por correo.
Sin embargo, muchos grupos de punk anarquista también editan sus discos o publicaciones mediante empresas comerciales más o menos grandes. Ante la contradicción, se responde a veces que esa es la forma de difundir dicha ideología y música en ambientes mucho más amplios para expandirse hacia círculos que no los han escuchado, además de asegurar así la supervivencia de los proyectos culturales ante la escasez de discográficas independientes y autogestivas serias y de calidad. Otra respuesta es que los anarquistas no están contra el comercio sino contra la mercantilización de la vida y la conversión del arte y los medios de comunicación en instrumentos al servicio de las clases dominantes.
Muchas veces se confunde y relaciona la ideología anarquista con la eliminación de conceptos como comercio y economía, dicha confusión es errónea puesto que la mayoría de las ideologías anarquistas abogan por un comercio entre productor y consumidor o por un comercio libre sin monopolios.

## Género
Anarcopunk se resume a ser «punk anarquista». No existe un género musical al que se pueda decir que es el anarcopunk sino que más bien es diverso, existiendo amplias manifestaciones musicales que pueden tomar parte de este movimiento y, al menos teóricamente, no debe haber ninguna limitación o sectarismo en ello. Así mismo, tampoco existe una estética oficial, aunque quienes dicen ser anarcopunks pueden tender a cuidar más de su apariencia personal que los punks corrientes.
Algunos estilos de punk son clásica y mayoritariamente anarcopunk, como el crust y el grindcore, también el d-beat es directamente influenciado por el anarcopunk. Otros estilos como el hardcore, ska, Oi!, etc., albergan también multitud de músicos y bandas anarquistas y muchas canciones motivadas por la temática anarquista, por lo que es usual escuchar alguna de estas bandas tocando cualquiera de estos estilos o mezclándolos.

## Bandas anarcopunks
- Akrata
- Anti-Flag
- Asto Pituak
- Astillero
- Catharsis
- Charged GBH
- Chumbawamba
- Conflict
- Crass
- D.O.A.
- Dead Kennedys
- Defiance
- Desobediencia Civil
- Discharge
- Doom
- Ekkaia
- Elektroduendes
- El Noi del Sucre (banda)
- Los Crudos
- Los Muertos de Cristo
- Maniática
- Marcel Duchamp
- Millons of Dead Cops
- Narcosis
- Pat the Bunny

- Puagh
- Reagan Youth
- Sin Dios
- The Ex